# برايان سنايدر
برايان سنايدر (بالإنجليزية: Brian Snyder)‏ هو لاعب كرة قاعدة أمريكي، ولد في 20 فبراير 1958 في فليمنغتون في الولايات المتحدة.

## وصلات خارجية
- برايان سنايدر على موقعبيزبول رفرنس.كوم (الدوري الرئيسي) (الإنجليزية)